# Acteia
Acteia ou erva-de-são-cristóvão (Actaea racemosa) é uma planta venenosa, pertencente à família Ranunculaceae.
Sinónimo: Cimifuga racemosa